# Mrzonka
Mrzonka – polski film obyczajowy z 1985 roku na podstawie opowiadania Antoniego Słonimskiego pt. Jak to było naprawdę. Zdjęcia kręcono w Warszawie.

## Obsada
- Włodzimierz Boruński – pan B.
- Edward Rączkowski – krawiec Saul Rajzeman vel Stanisław Dubieński
- Szymon Szurmiej – Nowosielski
- Wiesław Drzewicz – klient Rajzemana
- Jan Kobuszewski – Białoskórnik, klient Rajzemana
- Marek Kondrat – aktor Durasz
- Norik Owsepian – Chrystus/lekarz
- Józef Pieracki – doktor Weinstein vel Walicki
- Zbigniew Buczkowski – milicjant
- Włodzimierz Gołaszewski – dziennikarz Dziennika TV
- Andrzej Grzybowski – dyrektor protokołu dyplomatycznego z MSZ
- Józef Fryźlewicz – Jan Galica z Szaflar
- Helena Kowalczyk – żona pana B.
- Jerzy Zygmunt Nowak – towarzysz z MSZ
- Bogusław Sobczuk – komentator "Wiadomości Chwili"
- Zygmunt Fok – boy hotelowy w "Victorii"
- Bogusław Sar – milicjant

## Fabuła
Pan B. jest starym, schorowanym Żydem, który nie zaakceptował zmian. Pewnego razu widzi jak do Warszawy przybywa Chrystus na osiołku. Zostaje on aresztowany. Pan B. opowiada o tym lekarzowi. Zgorzkniał, bo nikt nie wierzy jego słowom.